# 刻耳柏洛斯平原

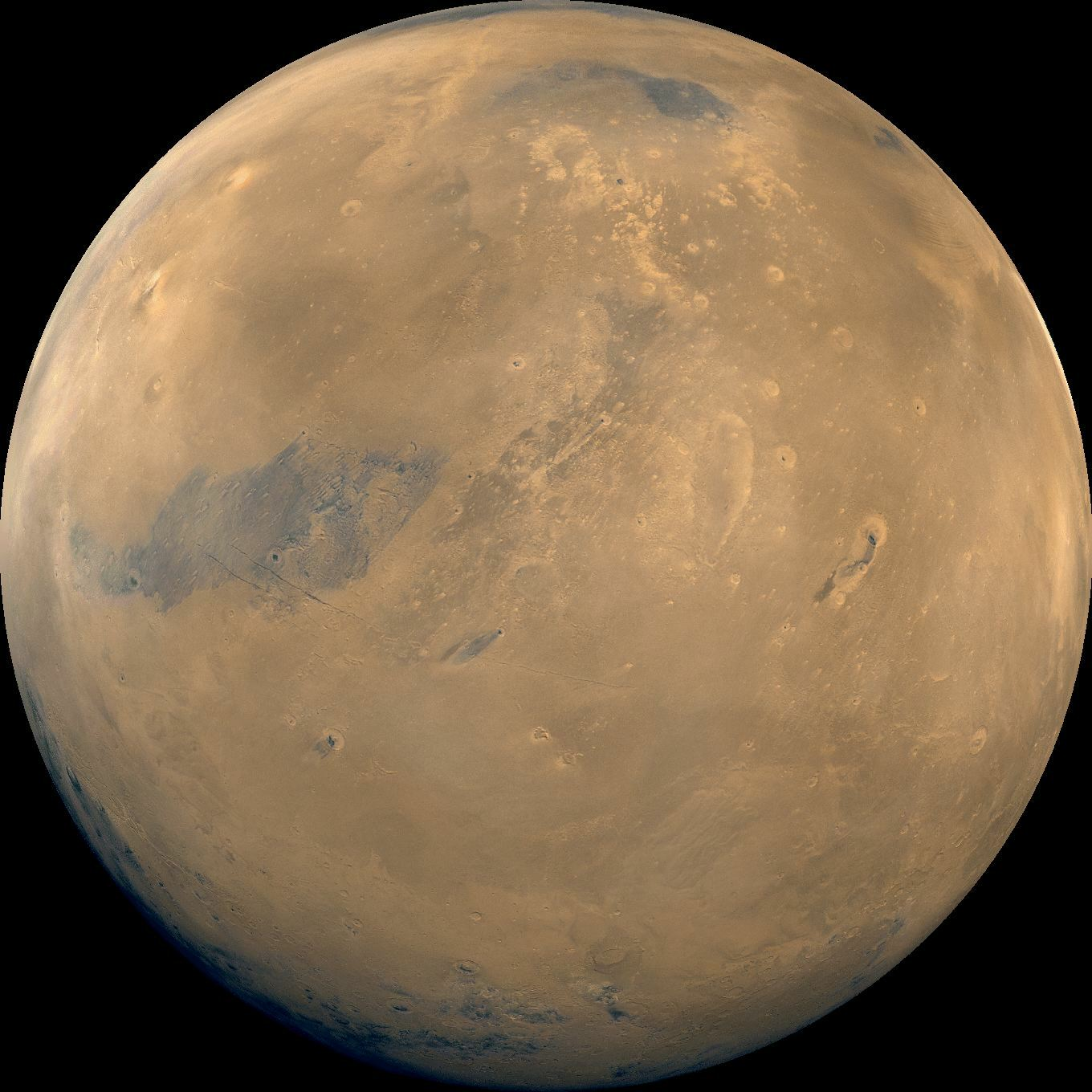
刻耳柏洛斯是中左侧的幽暗区

刻耳柏洛斯（Cerberus）是火星上一块以古希腊神话中地狱守门犬刻耳柏洛斯命名的巨大“黑斑”（反照率特征）。右上角的弧形（弯曲）标记可能是亚马逊平原上的沙流堆。刻耳柏洛斯北面的黄色区域为埃律西昂火山区，有几条从侧面辐射出的通道；左上角的三个亮点则是部分被薄云遮盖的火山。
高分辨率图像显示，刻耳柏洛斯平原的大部分都被脊板状和膨胀的熔岩覆盖，这些熔岩被认为是一层片状流体。东刻耳柏洛斯平原的熔岩来源于刻耳柏洛斯槽沟裂缝和盾状火山群，一些熔岩流漫延2000公里，穿过马尔提谷进入亚马逊平原。阿萨巴斯卡谷既被原始熔岩切开，也被原始熔岩掩埋，这表明阿萨巴斯卡河流事件与火山喷发同时发生。梅杜莎槽沟层的沉积物同时出现于熔岩的上下方，揭示该地层的沉积与火山作用同时发生。小陨石坑统计数据表明，西刻耳柏洛斯平原的熔岩可能不到100万年，但如果小陨坑的数量主要由次级陨石坑（由较大撞击坑形成时的抛射物产生）构成，该模型等年线就可能不可靠。图像显示，西刻耳柏洛斯平原的熔岩表面没有直径500米以上的大型陨石坑，
表明同一表面的年龄小于4900万年。

## 另请查看
- 火星地理

## 引用来源
- . pds.jpl.nasa.gov.   [2013-04-12]. （原始内容存档于2020-10-24）.
- Lanagan P. D. . 2004. Bibcode:2004PhDT........16L.
- "刻耳柏洛斯". Gazetteer of Planetary Nomenclature. USGS Astrogeology Research Program.